# 板垣修理亮
板垣 修理亮（いたがき すりのすけ）は、戦国時代の武将。甲斐武田氏（のち信州真田氏）の家臣。板垣氏嫡流。『上田軍記』によれば諱は「信形」

## 来歴
父は甲斐源氏支流の於曾氏出身で、武田信玄の命によって板垣氏の名跡を継いだ板垣信安。母は板垣信方の娘。
信安は田中城（現・静岡県藤枝市田中1）の主として、騎馬を預けられ「田中の板垣殿」と呼ばれた。山梨県の冨士御室浅間神社や長野県の生島足島神社に判物や起請文が伝わっている。天正3年（1575年）5月21日、上野国箕輪城城代・内藤昌秀が長篠の戦いで討死したため、信安が在城。修理亮も父に付き随う。武田勝頼は上野支配を真田昌幸と箕輪城代の信安に委ねた。
天正10年（1582年）3月に織田信長の武田征伐で甲斐武田家が滅亡し、3か月後の本能寺の変で信長が死去すると真田昌幸に仕え、天正13年（1585年）、信濃国における第1次上田城の戦いで奮戦したが、慶長5年（1600年）、真田昌幸が関ヶ原の戦いで西軍方についたため主家改易となり、召抱えを解かれる。その後、修理亮は仕官をしなかったが、板垣修理亮の嫡男・板垣喜右衛門が、慶長7年（1602年）土佐藩主・山内一豊に仕えた。また修理亮の次男・半右衛門は、慶長10年（1605年）に出雲国松江藩主・堀尾忠晴に仕えている。さらに寛永12年（1635年）、修理亮の外孫・諸星信茂が、幕府の御書院番与力に召し加えられた。半右衛門の子・平右衛門の時に堀尾家の召抱えを解かれたが、平右衛門の子・板垣知貞が、慶安4年（1651年）に加賀藩の前田利常に仕え、以後は代々加賀藩士となった。